# الجامع الكبير (شبام كوكبان)
الجامع الكبير في مدينة شبام كوكبان بمحافظة المحويت ويعرف باسم جامع شبام كوكبان الكبير هو أحد المساجد التاريخية في اليمن، يقع المسجد في وسط المدينة، أمر ببناه أمير الدولة اليعفرية في اليمن سعد بن يعفر في القرن الثالث هجري، ويعد الجامع الكبير في شبام كوكبان توأم للجامع الكبير في صنعاء حيث بني جامع شبام كوكبان بنفس طريقة بناء جامع صنعاء.

## التصميم
بني الجامع الكبير في مدينة شبام كوكبان بنفس طريقة بناء الجامع الكبير في مدينة صنعاء القديمة، وللمسجد أربعة أروقة يتوسطها صحن المسجد المكشوف، وزين سقف المسجد بمصندقات خشبية بزخارف هندسية ونباتية، بطريقة تشابه زخرفة سقف الجامع الكبير في صنعاء، وبنيت مئذنة المسجد في الزاوية الجنوبية الشرقية. واستخدمت أعمدة رخامية قديمة وأحجار عليها نقوشا بخط المسند نقلت من مواقع أثرية لمملكة سبأ والدولة الحميرية في بناء المسجد.